# Cocytus
Cocytus, eller Kokytus och Kokytos, är i grekisk mytologi en av floderna i underjorden Hades; den är gråtens och klagans flod. Den flyter samman med Acheron och Styx i mitten av Hades och bildar ett stort träsk.

## Den gudomliga komedin

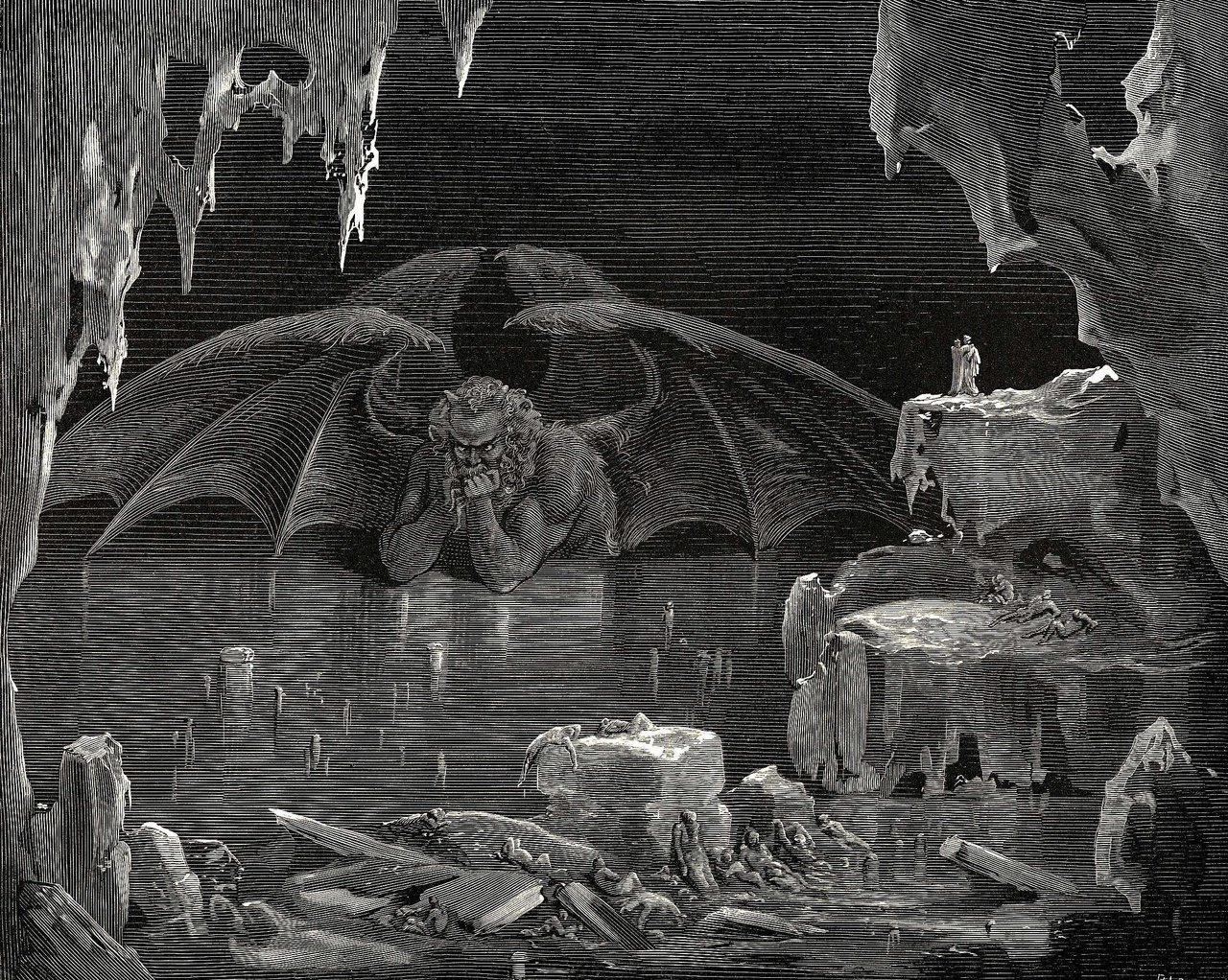
Dante's Cocytus, illustrerad av Gustave Doré (1832–1883).

I Den gudomliga komedin av Dante Alighieri är Cocytus beskriven som den nionde och sista cirkeln av helvetet. Cocytus beskrivs som en frusen sjö mer än en flod, och Dante förklarar det som ett hem för bedragare. Cirkeln är uppdelad i fyra sektioner som är:
- Caina, efter det bibliska Kain; här hittas bedragare mot släktingar.
- Antenora, efter Antenor från Iliaden; här hittas bedragare mot sitt land.
- Ptolomea, efter Ptolemeus, guvernör av Jericho; här hittas bedragare mot gäster.
- Judecca, efter Judas Iskariot; här hittas bedragare mot mästare och välgörare.

Lucifer (Guds förrädare) är i centret av cirkeln, med den lägre delen av kroppen fastfrusen under is och beskrivs ha två stora vingar samt tre munnar. En mun gnager på Marcus Junius Brutus och en annan på Gaius Cassius Longinus, de två ledande konspiratörerna mot Julius Caesar. Båda är tuggade från tå till hals, med bara huvuden utstående från Lucifers två gap. Det tuggade huvudet av Judas Iskariot är i den centrala munnen.